# Гончаров, Иван Семёнович
Иван Семёнович Гончаров (5 мая 1923 — 29 марта 1945) — старшина Красной армии. Участник Великой Отечественной войны, полный кавалер ордена Славы.

## Биография
Родился 5 мая 1923 года в х. Арбузов (ныне Мартыновский район, Ростовская область) в семье крестьянина. По национальности — русский. После получения начального образования, работал в колхозе.
В Красной армии с 14 октября 1941 года. На передовой 3 июля 1942 года. Воевал на Брянском фронте, Воронежском фронте и на 4-й Украинском фронте. Участвовал в: Воронежской наступательной операции, Харьковской наступательной операции, Харьковской оборонительной операции, Белгородско-Харьковской наступательной операции, освобождении Левобережной Украины, битве за Днепр, Киевской наступательной операции, Киевской оборонительной операции, Житомирско-Бердичевской наступательной операции, Корсунь-Шевченковской наступательной операции, Проскуровско-Черновицкой наступательной операции, Львовско-Сандомирской наступательной операции, Восточно-Карпатской наступательной операции, Западно-Карпатской наступательной операции и Моравско-Остравской наступательной операции.
С 3 июля по 6 августа 1943 года во время боев на Курской дуге старший сержант Иван Гончаров вместе со своим отделением, прикрывал позиции 615-го стрелкового полка от возможных вражеских нападений, и за это время успел установить 700 противотанковых мин. В ходе наступательных боев отделение которым командовал Иван Гончаров, обеспечивало действия 465-го стрелкового полка. 8 августа того же года Иван Гончаров, под вражеским огнём пробрался во вражескую траншею, где ему удалось установить 20 мин. Во время отхода уничтожил двоих немецких солдат. 18 августа с целью закрепить советские позиции на рубеже, который был захвачен 465-м стрелковым полком, Иван Гончаров установил 110 противопехотных мин. В ходе дальнейших боев, Иван Гончаров обеспечивал продвижение советской артиллерии, а в частности — произвел инженерную разведку дороги и обезвредил 18 вражеских мин. 20 августа 1943 года во время отчистки от мин захваченного полком района отделение под командованием Ивана Гончарова сумело обезвредить 23 противопехотных мины и 250 противотанковых мины. 12 сентября 1943 года Иван Гончаров был награждён орденом Красной Звезды.
С 17 июля по 12 сентября 1944 года во время проведения Львовско-Сандомирской наступательной операции и Восточно-Карпатской наступательной операции Иван. Гончаров был исполняющим обязанности командира саперного взвода. Вместе со своим взводом Гончаров выстроил 12 мостов через водные препятствия, в том числе и под вражеским огнём. Самостоятельно разминировал мост, который проходил через реку Стрвяж близ города Хыров. Во время разведки маршрутов для выдвигающихся частей дивизии на участке Старява — Коросценко обезвредил 28 противопехотных мин и 12 противотанковых мин. 30 сентября 1944 года старший сержант Иван Гончаров был награждён орденом Славы 3-й степени.
Ночью с 7 на 8 ноября 1944 года Иван Гончаров был командиром разведывательной группы близ села Ясенов (ныне район Собранце, Кошицкий край, Словакия). Зайдя во вражеский тыл разведывательная группа заминировала шоссе Убреж — Вишна Рыбница и взорвала вражеский склад с артиллерийскими боеприпасами. Так же группа собрала разведданные, после чего без потерь вернулась в расположение дивизии. 20 декабря 1944 года Иван Гончаров был награждён орденом Славы 2-й степени.
Во время наступательных боев 20 декабря 1944 года отделение под командованием Ивана Гончарова обеспечивало действия батареи самоходных орудий. Под вражеским огнём, продвигаясь по-пластунски на расстоянии 400 метров, саперы обезвредили вражеское минное поле, п которое прикрывало шоссе Банске — Камена Поруба (ныне район Вранов-над-Топлёу, Прешовский край, Словакия). Иваном Гончаровым было лично обезвреженно 7 противотанковых мин. В дальнейшем саперы, продвигаясь перед наступающими самоходными установками и уничтожали вражескую пехоту из личного оружия. При этом Иван Гончаров уничтожил 9 солдат противника. 24 марта 1945 года Иван Гончаров был награждён орденом Славы 1-й степени, став полным кавалером ордена Славы.
Старшина Иван Гончаров погиб во время боя близ Струмень (ныне Цешинский повят, Силезское воеводство, Польша). Был похоронен в селе Заблоце (ныне гмина Струмень, Цешинский повят).

## Награды
Иван Семёнович Гончаров получил следующие награды:
- Орден Красной Звезды (12 сентября 1943)
- Полный кавалер ордена Славы:
Орден Славы 1-й степени (24 марта 1945);
Орден Славы 2-й степени (20 декабря 1944 — № 9827);
Орден Славы 3-й степени (30 сентября 1944 — № 294261).